# Comité du 7 mai 1970
Le Comité du 7 mai 1970 était un comité interministériel créé à l'initiative du Comité du Cabinet chargé des priorités et de la planification (en) (aussi appelé le Cabinet ministériel des priorités) du Gouvernement du Canada, chargé, notamment, d'établir les mesures à prendre et les étapes à franchir (« steps to be taken ») advenant la proclamation de la Loi des mesures de guerre. Après sa proclamation le 16 octobre 1970, lors de la crise d'Octobre, le Comité a formulé des recommandations pour renforcer le rôle de la Gendarmerie royale du Canada et de l'Armée canadienne dans le maintien de l'ordre public et également pour appuyer « les autres agences du gouvernement » et les autorités provinciales.

## Contexte
Le Cabinet Committee on Priorities and Planning se penche le 5 mai 1970 sur les « circonstances dans lesquelles des demandes de changement social pourraient être accompagnées de comportements criminels, qu'ils soient violents ou pas »,). C'est le journaliste d'enquête George Bain (en) qui a découvert que le Gouvernement fédéral envisageait la proclamation de la Loi des mesures de guerre 5 mois avant la crise d'Octobre.